# Hajom
Hajom är kyrkbyn i Hajoms socken och en ort i Marks kommuns västra del. 

## Etymologi
Ortnamnet är ett urspårat så kallat hem-namn, bildat av fornsvenska haghi, 'gärdesgård, inhägnad hage' och hem 'boplats gård'.

## Samhället
I det lilla centrum som bildas av medeltidskyrkan från 1100-talet, Hajoms kyrka, och omkringliggande byggnader finns en mataffär samt ett "Ur & Skur" dagis. Bredvid kyrkan finns ett församlingshem.

## Näringsliv
En stor tillverkare av fönster samt några mindre hantverksfirmor finns i Hajom. 
Hajom har en Coop-butik. Den drevs tidigare av Hajoms Kooperativa Handelsförening (organisationsnummer 765000-0362), som den 20 november 2018 uppgick i Coop Väst. Hajoms kooperativa handelsförening inledde sin verksamhet den 1 september 1919. Butiken byggdes ut till snabbköp år 1952. Driften av butiken gjordes länge av samma familj. Den man som varit butiksföreståndare från 1940-talet lämnade 1976 över butiken till sonen som fortsatte driva butiken fram till år 2011.